# Історія Бенгалії
Найдавніші сліди цивілізації на території бенгальського регіону відносяться до періоду кінця 3 тисячоліття до н. е. У ті часи Бенгалія була заселена дравідськими, тибето-бірманськими і австро-азійськими племенами. Точне походження слова «бенгал» не відомо. Ймовірно, воно походить від банг — дравидського племені, що осів в цьому регіоні близько 1000 року до н. е.
У VII столітті до н. е. на території Бенгалії з'явилося царство Гангарідай, пізніше увійшло до складу Біхара. У наступні століття Бенгалія була частиною імперій Маґадга, Нанда, Маурья і Шунга.
З III по VI століття Бенгалія перебувала під правлінням імперій Гупта і Харша. Після їх падіння, бенгальський правитель Шашанка заснував могутнє царство, яке, однак, проіснувало зовсім недовго.

Північну частину Бенгалії займала держава Камарупа, якій належала також територія сучасного Ассама і частково Бутану.
Після періоду анархії влада отримала буддійська династія Пала, що правила регіоном протягом 400 років. Потім настав період правління індуїстської династії Сена.
Середньовічні європейські географи вказували на дельту Ганги як на розташування раю і хоча це було явним перебільшенням, аж до XVI століття Бенгалія була найбагатшим регіоном Індійського субконтиненту. Рання історія Бенгалії характеризувалася низкою імперій, внутрішніми чварами і боротьбою між індуїзмом і буддизмом.
У XII столітті арабські мусульманські купці принесли на територію Бенгалії іслам. Суфійські місіонери й ісламські завойовники допомогли поширити іслам по всьому регіону.
У 1204 тюркський полководець Бахтіяр Халджи здобув перемогу над Лакшманом Сеною та завоював значну частину території Бенгалії, утворивши Бенгальський султанат. У наступні кілька століть Бенгалією правили різні султани.
До XVI століття Бенгалія стала частиною Імперії Великих Моголів.
У кінці XV століття в Бенгалію прибули перші європейські купці. Їх впливу поступово зростала і в 1757, після Битви при Плессі, Бенгалія підпала під контроль Британської Ост-Індської компанії.
У 1857 криваве повстання сипаїв призвело до передачі влади від Ост-Індської компанії до короля Великої Британії.
У період британського колоніального панування населення Індійського субконтиненту багато разів переживало періоди голоду. Найбільшим за кількістю жертв був бенгальський голод 1943 року, що забрав життя понад 3 млн осіб.
У 1905-1911 зроблені неуспішні спроби розділу Бенгалії на східну і західну зони.
Після розділу Індії в 1947, Бенгалія була поділена за релігійною ознакою. Західна, переважно індуїстська, частина відійшла до Індії, а мусульманська східна частина приєдналася до Пакистану.